# 武田竹松
武田 竹松（たけだ たけまつ）は、戦国時代の人物。甲斐国武田氏の一族。

## 生涯
武田信虎の長男。信玄の4歳年上の兄である。大永3年（1523年）11月1日に7歳で夭折した。戒名は源澄院殿天誉尊体智光大童子（『甲府誓願寺記』）。菩提寺として躑躅ヶ崎館前に尊体寺が建立された。
信玄は長男とされているが実際には次男であり、この竹松の早世により長男扱いの嫡子となった可能性があり、出生当初は嫡子ではなかったことになる。